# Agendorf (Steinach)
Agendorf ist ein Gemeindeteil von Steinach und eine Gemarkung im niederbayerischen Landkreis Straubing-Bogen.

## Lage
Das Dorf  auf der gleichnamigen Gemarkung  liegt in knapp zwei Kilometer Entfernung (Luftlinie) südöstlich des Ortskerns von Steinach östlich der Kinsach an der Kreisstraße SR 62.
Die Gemarkung Agendorf mit einer Fläche von 888,10 Hektar liegt vollständig auf dem Gebiet der Gemeinde Steinach. Auf ihr liegen deren Gemeindeteile Agendorf, Bruckmühle, Hoerabach, Kapflberg, Pellham, Rotham, Wolfsberg und Wolferszell. Ihre Nachbargemarkungen sind Gschwendt, Mitterfels, Oberaltaich, Parkstetten, Steinach und Bärnzell.

## Geschichte
Die Gemeinde Agendorf wurde 1818 aus Orten der Steuerdistrikte Trudendorf und Wolferszell gegründet. Sie hatte die zwölf Orte Agendorf, Bruckmühle, Hoerabach, Hoeramoos, Kapflberg, Kindlasberg, Muckenwinkling, Pellham, Rotham, Sackhof, Trudendorf, Wolferszell. Hoeramoos wurde etwa 1895 aufgegeben, Sackhof wurde 1956 in die Gemeinde Steinach umgegliedert. In den 1970er Jahren wurde Wolfsberg formell ein Gemeindeteil und der Gemeindeteil Kindlasberg aufgehoben.
Im Zuge der Gebietsreform in Bayern wurde die Gemeinde aufgelöst und am 1. Juli 1974 die Gemeindeteile Agendorf, Bruckmühle, Hoerabach, Kapflberg, Pellham, Rotham, Wolfsberg und Wolferszell in die Gemeinde Steinach eingegliedert. Muckenwinkling und Trudendorf wurden in die damalige Gemeinde Oberalteich eingegliedert, die am 1. Januar 1978 in die Stadt Bogen eingemeindet wurde.

## Einwohnerentwicklung
| Jahr                        | 1840 | 1867 | 1871 | 1885 | 1900 | 1925 | 1939 | 1950 | 1961 | 1970 | 1987 |
| --------------------------- | ---- | ---- | ---- | ---- | ---- | ---- | ---- | ---- | ---- | ---- | ---- |
| Einwohner Gemeinde Agendorf | 466  | 474  | 490  | 492  | 504  | 566  | 679  | 591  | 456  | 433  |      |
| Einwohner Dorf Agendorf     | 136  | 106  | 98   | 90   | 95   | 115  |      | 113  | 85   | 89   | 81   |